# فيليب زايدل
فيليب زايدل (بالألمانية: Philipp Seidl)‏ (20 ديسمبر 1997 في النمسا - ) هو لاعب كرة قدم نمساوي في مركز الدفاع. لعب مع 1. Wiener Neustädter SC ‏.

## وصلات خارجية
- فيليب زايدل على موقع قاعدة بيانات كرة القدم.إي يو (الإنجليزية)
- فيليب زايدل على موقع Soccerway.com (الإنجليزية)
- فيليب زايدل على موقع عالم كرة القدم.نت (الإنجليزية)